# Ochaco Uraraka
Ochaco Uraraka (麗日 お茶子 Uraraka Ochako?) es un personaje ficticio y tierno del manga My Hero Academia, creado por Kōhei Horikoshi. Es una estudiante de la Clase 1-A en la Academia U.A., ingreso con el objetivo de convertirse en una héroe y ayudar a sus padres a tener una mejor vida, es una de las principales protagonistas ya que es la primera compañera que conoce Izuku Midoriya, volviéndose buenos amigos. Además, en cierto punto desarrolló sentimientos por él, aunque no se habla mucho de ello en la obra. También aparece en las películas My Hero Academia: Dos héroes (2018), My Hero Academia: El despertar de los héroes (2019), My Hero Academia: Misión mundial de héroes (2021) y My Hero Academia: You're Next (2024).

## Concepción y creación
Se tenía planeado que el personaje se pareciera a Mount Lady, que aparece en el primer capítulo. Su nombre sería Yu Takeyama. Aunque se ajustaba en el concepto de heroína, tener el poder de hacerse grande podría causar problemas y sufrir en muchas situaciones ocasionando que se convirtiera en un personaje oscuro, así decidiendo cambiar su aspecto a una chica dulce y alegre.

### Apariencia
Ochaco es una chica de estatura baja, con un color de piel clara, tiene grandes ojos y redondos de color marrón, su cabello esta a la altura de sus hombros, con las puntas curvadas hacia dentro y un flequillo, es de un color similar a sus ojos. 
Mientras está en la escuela usa el uniforme de UA para alumnas, que es un saco de vestir gris con dos bolsillos y botones dorados, una camisa de vestir blanca, una corbata roja y una falda plisada de color azul verdoso oscuro, lo complementa con unas medias negras y zapatos marrones. Su atuendo de heroína es una traje negro de cuerpo completo, con detalles de color rosa pálido en los hombros y la mitad de su torso, tiene muñequeras circulares, una gruesa gargantilla, botas anchas que le llegan a las rodillas y un cinturón de dos piezas, de la parte de arriba usa un casco con una visera tintada. 
Durante el arco de la Guerra de Liberación Paranormal, su traje se actualiza. El diseño del mono cambia ligeramente en la parte inferior, se elimina la pieza central del cinturón, el casco pierde la visera y cambia de forma para que no se le caiga y sus muñequeras ganan unos agujeros, de los que salen unos cables que ella controla a su antojo.
Todos los aspectos de su traje de héroe se hicieron con el objetivo de ayudar a disminuir los efectos negativos de su don, el casco reduce la estimulación de los canales semicirculares ubicados dentro de cada oído, las muñequeras contienen un dispositivo que se cierra y libera un medidor de presión arterial, estimulando los puntos de presión arterial, en el cuello usa un equipo que estimula los puntos de presión para disminuir el dolor de cabeza y finalmente en las piernas tiene sus botas donde la suela de los dedos esta equipada con un cojín amortiguador y su talón contiene un resorte reforzado para suavizar el choque al caer.

### Personalidad
Es una persona muy cálida y animada que piensa en todo positivamente, aunque es lo suficientemente objetiva como para ver defectos y virtudes. Debido a su espíritu amistoso y juguetón, Ochaco se excita o sorprende fácilmente por cosas pequeñas y pierde los nervios con facilidad. Sus reacciones son a menudo exageradas y humorísticas, pero puede adoptar una actitud determinada e intimidante cuando la situación lo requiere. Ha demostrado preferencia por las misiones de rescate, ya que es consiente de sus limitaciones físicas, pero más que nada por su gran empatía y siempre tratará de ayudar o defender a cualquiera que lo necesite.

## Habilidades
- Liberación: Ochaco puede presionar sus dedos juntos y hacer que lo que ella ha tocado se caiga. Este movimiento se usa por primera vez contra villanos robots y cuando salvó a Izuku de caer a su muerte en el Examen de ingreso de U.A.[8]
- Levitación: Mediante la eliminación de su propia fuerza de gravedad, Ochaco puede saltar más alto y hacerse flotar más. Esto le permite movilizar más fácil tocando sus objetivos en la mayoría de las direcciones.[9]
- Meteor Shower: Después de flotar una gran cantidad de escombros que la rodean, Ochaco puede recoger las estructuras dañadas colateralmente, formando un meteorito gigante de escombros sobre sus oponentes que luego hace que caiga. Ella utilizó por primera vez este movimiento durante su partido contra Katsuki Bakugo.[10]
- Home Run Comet⁚ Después de tocar algunos escombros, Ochaco usa un pilar para golpear con fuerza los escombros a su enemigo. Este movimiento se utilizó por primera vez para distraer Tenya durante la prueba de la batalla.[11]
- Meteor Fafrotskies⁚ Junto con Tsuyu Asui, las dos se levantan y arrojan varios escombros a los objetivos. Es una versión más fuerte y de múltiples rangos de Meteor Shower. Este movimiento se utilizó por primera vez contra dos villanos con Dones de Gigantificación durante la pasantía de los Two héroes.

- Zero Satellites :  Después de hacer flotar muchos objetos, Ochaco los agarra con los cables de su traje y los usa para golpear al enemigo. Este movimiento fue utilizado contra Himiko Toga en el arco de la Guerra de Liberación Paranormal.